# Andreas Bruhn
Andreas Bruhn Christensen (Aalborg, 17 febbraio 1994) è un ex calciatore danese, di ruolo centrocampista.

## Carriera

### Club
Ha cominciato la carriera con la maglia dell'Aalborg. Ha esordito in Superligaen il 17 agosto 2013, subentrando ad Anders Due nella sconfitta per 2-1 arrivata sul campo del Nordsjælland. Il 17 ottobre 2014 ha trovato la prima rete nella massima divisione danese, nel pareggio casalingo per 1-1 contro l'Horsens.
Il 27 giugno 2016, il Viborg ha reso noto d'aver ingaggiato Bruhn, appena svincolatosi dall'Aalborg, legandosi al nuovo club con un accordo biennale. Ha scelto la maglia numero 17. Ha debuttato con questa casacca il 15 luglio dello stesso anno, schierato titolare nella sconfitta casalinga per 0-4 subita contro il Nordsjælland. Il 1º febbraio 2017 ha rescisso il contratto che lo legava al club.
Il 16 febbraio 2017 è stato tesserato dal Randers, a cui si è legato con un accordo valido sino al termine della stagione. Ha disputato la prima partita con questa casacca il 24 febbraio, subentrando a Joel Allansson nella sconfitta casalinga per 0-2 contro il Midtjylland. Il 5 luglio 2017 ha prolungato il contratto che lo legava al club, per altre due stagioni.
È rimasto in squadra fino al 31 gennaio 2019, quando ha rescisso l'accordo che lo legava al Randers. Il 3 aprile successivo è stato ingaggiato dai norvegesi dell'Arendal, militanti in 2. divisjon, terzo livello del campionato norvegese. Ha debuttato in squadra il 13 aprile, schierato titolare nella sconfitta per 0-4 subita contro lo Stjørdals-Blink. Il 2 giugno è arrivato il primo gol in campionato, nel 2-2 maturato sul campo dell'Egersund.

### Nazionale
Ha giocato nelle nazionali giovanili danesi Under-18, Under-19, Under-20 ed Under-21.

## Statistiche

### Presenze e reti nei club
Statistiche aggiornate al 30 aprile 2022.
| Stagione       | Club           | Campionato     | Campionato | Campionato | Coppe nazionali | Coppe nazionali | Coppe nazionali | Coppe continentali | Coppe continentali | Coppe continentali | Supercoppe | Supercoppe | Supercoppe | Totale | Totale |
| Stagione       | Club           | Comp           | Pres       | Reti       | Comp            | Pres            | Reti            | Comp               | Pres               | Reti               | Comp       | Pres       | Reti       | Pres   | Reti   |
| -------------- | -------------- | -------------- | ---------- | ---------- | --------------- | --------------- | --------------- | ------------------ | ------------------ | ------------------ | ---------- | ---------- | ---------- | ------ | ------ |
| 2013-2014      | Aalborg        | SL             | 4          | 0          | CD              | 2               | 0               | UEL                | 0                  | 0                  | -          | -          | -          | 6      | 0      |
| 2014-2015      | Aalborg        | SL             | 22         | 2          | CD              | 3               | 0               | UCL+UEL            | 1+7                | 0                  | -          | -          | -          | 33     | 2      |
| 2015-2016      | Aalborg        | SL             | 8          | 0          | CD              | 5               | 0               | -                  | -                  | -                  | -          | -          | -          | 13     | 0      |
| Totale Aalborg | Totale Aalborg | Totale Aalborg | 34         | 2          |                 | 10              | 0               |                    | 8                  | 0                  |            | -          | -          | 52     | 2      |
| 2016-feb. 2017 | Viborg         | SL             | 13         | 0          | CD              | 2               | 0               | -                  | -                  | -                  | -          | -          | -          | 15     | 0      |
| feb.-giu. 2017 | Randers        | SL             | 11         | 0          | CD              | 1               | 1               | -                  | -                  | -                  | -          | -          | -          | 12     | 1      |
| 2017-2018      | Randers        | SL             | 9          | 0          | CD              | 3               | 1               | -                  | -                  | -                  | -          | -          | -          | 12     | 1      |
| 2018-gen. 2019 | Randers        | SL             | 3          | 0          | CD              | 2               | 0               | -                  | -                  | -                  | -          | -          | -          | 5      | 0      |
| Totale Randers | Totale Randers | Totale Randers | 23         | 0          |                 | 6               | 2               |                    | -                  | -                  |            | -          | -          | 29     | 2      |
| 2019           | Arendal        | 2D             | 14         | 1          | CN              | 2               | 1               | -                  | -                  | -                  | -          | -          | -          | 16     | 2      |
| 2020-2021      | Jammerbugt     | 2D             | 0          | 0          | CD              | 1               | 0               | -                  | -                  | -                  | -          | -          | -          | 1      | 0      |
| Totale         | Totale         | Totale         | 84         | 3          |                 | 21              | 3               |                    | 8                  | 0                  |            | -          | -          | 113    | 6      |

## Palmarès

### Club

#### Competizioni nazionali
- Coppa di Danimarca: 1

Aalborg: 2013-2014
- Campionato danese: 1

Aalborg: 2013-2014